# Altyn-Tagh
Las montañas Altyn-Tagh, montañas Altun, Altun Shan o Aerjin Shan (en chino, 阿尔金山; Altyn Tag es «montaña de Oro» en túrquico; Shan, en chino, es «montaña»), es una cadena montañosa del Asia oriental localizada en el noroeste de China, que separa la parte oriental de la cuenca del Tarim de la meseta tibetana. El tercio occidental está en la Región Autónoma Uigur de Xinjiang, mientras que la parte oriental forma la frontera entre la provincia de Qinghai, al sur, y Xinjiang y la provincia de Gansu, al norte.
Altun Shan es también el nombre de una montaña de 5830 m que se encuentra cerca del extremo oriental de la cordillera. 
A veces se les llama, erróneamente, incluso Astyn-Tagh , pero este nombre se refiere solo a una parte de la cordillera localizada al sur de Lop Nor.

## Geografía
A lo largo del borde septentrional de la meseta tibetana corren una serie de importantes cadenas montañosas, estando en el oeste las montañas Kunlun. A mitad de camino a través de la cuenca del Tarim, cuando las montañas comienzan a orientarse un poco hacia el norte, la cordillera se convierte en las Altyn-Tagh, mientras que los Kunluns continúan directamente hacia el este, formando una suerte «V» recostada, en cuyo interior hay una serie de cuencas endorreicas. El extremo oriental de las Altyn-Shan se encuentra cerca del paso de Dangjin en la carretera Dunhuang-Golmud, en el extremo occidental de la provincia de Gansu, cuando la cadena alcanza a las montañas Qilian.
A lo largo de la vertiente septentrional de las montañas discurre la carretera principal de la Ruta de la Seda, la ruta comercial que iba desde la propia China propia hasta la cuenca del Tarim y más hacia el oeste. Las Altun-Tagh y las Qilians fueron llamadas a veces las Nan Shan ('montañas del sur'), ya que se encontraban al sur de esa ruta principal. Cerca del extremo occidental de las Altyn-Tagh, termina el corredor de Hexi (o de Gansu), lugar en el que la ruta de la Seda se dividía: un ramal seguía las Altyn-Tagh a lo largo de la parte sur de la cuenca del Tarim, mientras que el otro seguía el lado norte de la cuenca, bordeando las Tien Shan.
La parte suroeste de la cordillera Altyn-Tagh alcanza la mayor altura, con picos nevados de hasta 6295 m; luego desciende hasta un promedio de 4000 m en el estrecho tramo central y finalmente se eleva a 5000 m de promedio cuando se encuentra con las Nan Shan.
Geológicamente, la cordillera sigue la homónima falla de Altyn Tagh, una de las principales fallas de la región.

## Cuencas endorreicas intermontanas
En el área en forma de «V» entre las Altyn-Tagh y la cordillera principal de Kunlun (que en esta zona se llama Arka-Tagh) se encuentran una serie de cuencas endorreicas.
En el sureste de Xinjiang, la principal de estas cuencas es la cuenca Kumkol (en chino, 库木库里盆地; pinyin, Kùmùkùlǐ Péndì) Los dos lagos principales en esta cuenca son el salino lago Aqqikkol (también Ajig Kum Kul, Achak-kum; en chino, 阿其克库勒湖; pinyin, Āqíkèkùlè Hú; 37°05′N，88°25′E, altitud 4250 m) y el lago Ayakkum (en chino, 阿牙克库木湖; pinyin, Āyákèkùmù hú); 37°30′N，89°30′E; altitud 3876 m). Estos lagos son dos de los pocos cuerpos de agua perceptibles en esta área extremadamente árida; el área alrededor de ellos está protegida oficialmente comoReserva Natural Altun Shan. Más al este, en el noroeste de Qinghai, comienza la mucho mayor cuenca de Qaidam, entre las Altyn-Tagh y el Kunlun, y se extiende casi hasta el lado este de la meseta; las Altyn-Tagh separan el lado oeste de la cuenca del desierto de Kumtagh.

## Picos principales
Los seis picos más altos son Ak Tag (6748 m), Sulamutag Feng (6245 m), Yusupu Aleketag Shan (6065 m), Altun Shan (5830 m), Muzluktag (5766 m) y Kogantag (4800 m).